# Vallées de Ganga
Ganga Valles
Pour les articles homonymes, voir Ganga.
Les vallées de Ganga (désignation internationale : Ganga Valles) sont un ensemble de vallées situé sur Vénus dans le quadrangle de Mead. Il a été nommé en référence à Ganga, déesse hindouiste du fleuve sacré Gange.